# یارسلاو بالیک
یارُسلاو بالیک (چکی: Jaroslav Balík; ۲۳ ژوئن ۱۹۲۴ – ۱۷ اکتبر ۱۹۹۶) کارگردان فیلم و فیلم‌نامه‌نویس اهل کشور جمهوری چک بود. او بین سال‌های ۱۹۵۲ تا ۱۹۸۷ ،۲۶ فیلم را کارگردانی کرد.